# Українці Чорногорії
Українці в Чорногорії (чорн. Ukrajinci u Crnoj Gori / Украјинци у Црној Гори) —  одна з національних громад на території  Чорногорії, яка аналогічно українській діаспорі в  Сербії та інших країнах колишньої  Югославії, сформувалася під впливом історико-політичних причин. Більшість українців в  Чорногорії — нащадки емігрантів з колишніх  Російської і  Австро-Угорської імперій, переселенці на  Балкани в результаті подій 1917—1922 років, двох світових воєн, сталінських репресій[джерело?].

## Історія
Станом на 1910 рік у Королівстві Далмація проживало 811 рутенів (українців). Статистика щодо кількості українців у окрузі Котор Королівства Далмація, територія якого після Другої Світової війни увійшла до складу Чорногорії, наразі не віднайдена. 
Згідно перепису населення Королівства сербів, хорватів та словенців 1921 року у Чорногорії проживало 3 українці (русинів, рутенів, малорусів), а у Далмації - жодного.

Перепис населення Югославії 15 березня 1948 року зафіксував в Чорногорії 23 русини-українці. Це становило непомітну частину населення Чорногорії та 0,1% русинсько-українського населення усієї Югославії. Більшість українців Югославії проживали у Сербії (Воєводина), Боснії і Герцеговині та Хорватії.

## Забезпечення мовних, культурних та інших прав української діаспори
Основні заходи щодо забезпечення мовних, культурних та інших прав української діаспори здійснюються за підтримки Посольства України в Чорногорії, серед яких можна виділити наступні напрямки роботи:
- проведення заходів, присвячених пам'ятним датам в історії України;
- пропаганда досягнень української культури;
- робота з українською діаспорою в Чорногорії.

## Заходи української діаспори
З метою відзначення пам'ятних дат в історії  України неодноразово проводилися заходи, присвячені роковинам з дня народження  Лесі Українки і  Тараса Шевченка із залученням української діаспори в Чорногорії, а також проходили лекції в Університеті Чорногорії та Університеті «Донья Гориця» на тему «Життя і творчість Великого Кобзаря і  Лесі Українки», «Історія української дипломатії», «Історія релігії в Україні», в ході яких було забезпечене висвітлення в провідних ЗМІ Чорногорії шляхом розсилки тематичних прес-релізів і проведенням інтерв'ю.
У приміщенні Посольства було проведено засідання Міжнародного жіночого клубу Чорногорії. Головною метою діяльності клубу є сприяння і допомога новим членам, розвиток дружніх відносин між членами клубу, проведення благодійних гуманітарних заходів. Під час засідання Міжнародного жіночого клубу Чорногорії виступив український акордеоніст, професор Музичної академії в місті Цетинє — П.Янкович. В ході зустрічі члени клубу мали можливість познайомитися з традиційними українськими стравами, приготованими представниками  української діаспори в  Чорногорії.
Делегація українських художників і дизайнерів відвідали філософський факультет Університету Чорногорії, зустрілися зі студентами, які вивчають українську мову та провели спільну прес-конференцію з Послом О.Слюсаренко та деканом факультету Б.Церовичем. В цей же день в м. Даниловград відбувся український концерт за участю народних артистів  України.
В рамках тижнів моди Royal Fashion Week в  Чорногорії, вперше в історії українсько-чорногорських відносин, проводився День української моди, де були представлені роботи видатних українських дизайнерів С.Єрмакова і О.Голец. На заході були присутні представники культурної еліти Чорногорії, представники влади та іноземних посольств.
В рамках заходу Тиждень українського мистецтва «Ukrainian Art Week in Montenegro» в містах Котор, Будва, Подгориця, в Чорногорію прибула український художник О.Нестерова з іконою власного авторства «св. Архангел Михаїл». Посол О.Слюсаренко відвідала Духовний центр в м. Подгориця і прочитала лекцію на тему «Історія українського іконопису». На прохання чорногорської сторони, ікона О.Нестерової була виставлена в Монастирі Джабіонік. Під час відвідування Духовного центру, була присутня телевізійна група «Радіо і телебачення Чорногорії» з метою підготовки окремої телепрограми з цього приводу.
У культурно-інформаційному центрі Подгориці «Будо Томовіч» проводилися  Дні українського кіно. У програму увійшов фільм «Закохані в Київ», який складається з 8 короткометражних фільмів, номінантів численних міжнародних конкурсів і кінофестивалів, в тому числі  Каннського і  Берлінського кінофестивалів.
З метою забезпечення національно-культурних потреб і підтримки діалогу з представниками закордонного українства, забезпечувалося участь української діаспори, що проживає в  Чорногорії, в культурно-гуманітарних заходах, що проводилися з ініціативи та за сприяння Посольства. До таких відносяться Тижні української моди та українського художнього мистецтва в Чорногорії, заходи, присвячені видатним і пам'ятним історичним датам України, українським державним святам, на постійній основі проводяться заходи з метою популяризації українського історико-культурної спадщини.

## Увічнення пам'яті Тараса Шевченка в Чорногорії
9 грудня 2011 року було відкрито пам'ятник українському поету  Тарасу Шевченку в столиці Чорногорії — Подгориці. Церемонія відкриття монумента відбулася в одному з центральних парків міста. Виступаючи на церемонії колишній український прем'єр зазначив:
|  | Відкриття пам'ятника Тарасу Шевченку в Подгориці є проявом поваги до великого поета не тільки з боку українського народу, а й народу Чорногорії. |